# Dysschema jaonis
Dysschema jaonis là một loài bướm đêm thuộc phân họ Arctiinae, họ Erebidae.